# 莫伊诺克
莫伊諾克是在卡拉卡爾帕克斯坦自治共和國北部、烏茲別克西部的城市。由於鹹海面積不斷縮小，威脅到當地以捕魚維生的人，使得人口大量移出。

## 歷史
該市曾是烏茲別克繁榮的漁港，有蘇聯的一座魚罐頭工廠。但由於流入鹹海的兩條大河（錫爾河、阿姆河）被引水灌溉種植棉花，河流水量減小，使得鹹海的湖岸線不斷地退縮，只剩生鏽、擱淺的漁船供人參觀。
- 莫伊諾克市中心的標語牌
- 昔日鹹海的湖岸線，現在已經乾涸
- 莫伊諾克擱淺的漁船